# Charles Étienne Brasseur de Bourbourg
Charles Étienne Brasseur detto Brasseur de Bourbourg (Bourbourg, 8 settembre 1814 – Nizza, 8 gennaio 1874) è stato un archeologo ed etnografo belga.

## Biografia
Nacque a Bourbourg, vicino a Dunkerque in Francia. Diventò sacerdote cattolico, nel 1845, insegnò storia ecclesiastica in un seminario del Québec, nel 1846 diventò vicario a Boston e dal 1848 al 1863 viaggiò, come missionario, principalmente nel Messico ed in America Centrale.
Prestò particolare attenzione alle antichità messicane, tra il 1857 ed il 1859 pubblicò una storia sulla civilizzazione azteca e tra il 1861 e il 1864 pubblicò una raccolta di documenti nelle lingue indigene.
Nel 1863 annunciò la scoperta di una decodifica della scrittura maya, ma malgrado tutti i suoi sforzi la maggior parte degli scritti maya restano tuttora indecifrati. Nel 1864 si aggregò alla spedizione militare francese nel Messico come archeologo ed il suo libro Monuments anciens du Mexique fu pubblicato dal governo francese nel 1866.
Probabilmente il suo più grande merito fu la pubblicazione nel 1861 di una traduzione francese del Popol Vuh, libro sacro del popolo maya da lui riscoperto nel 1854 in un angolo della biblioteca dell'Università di San Carlos a Città del Guatemala, insieme alla grammatica Quiché (dialetto maya in cui era originariamente scritto il Popol Vuh) e ad un saggio sulla mitologia dell'America Centrale.
Nel 1871 pubblicò il Bibliothèque Mexico-Guatemalienne e tra il 1869 ed il 1870 formulò i principi di decifrazione della scrittura pittografica maya nel suo manoscritto Manuscrit Troano, études sur le système graphique et la langue des Mayas.
Morì a Nizza nel 1874. Il suo merito principale è stato nell'accumulazione diligente dei materiali e nella capacità della loro interpretazione, pur essendo andato incontro a vari errori, il più celebre dei quali portò alla nascita del "mito" del continente perduto di Mu.

## Il Codice Troano

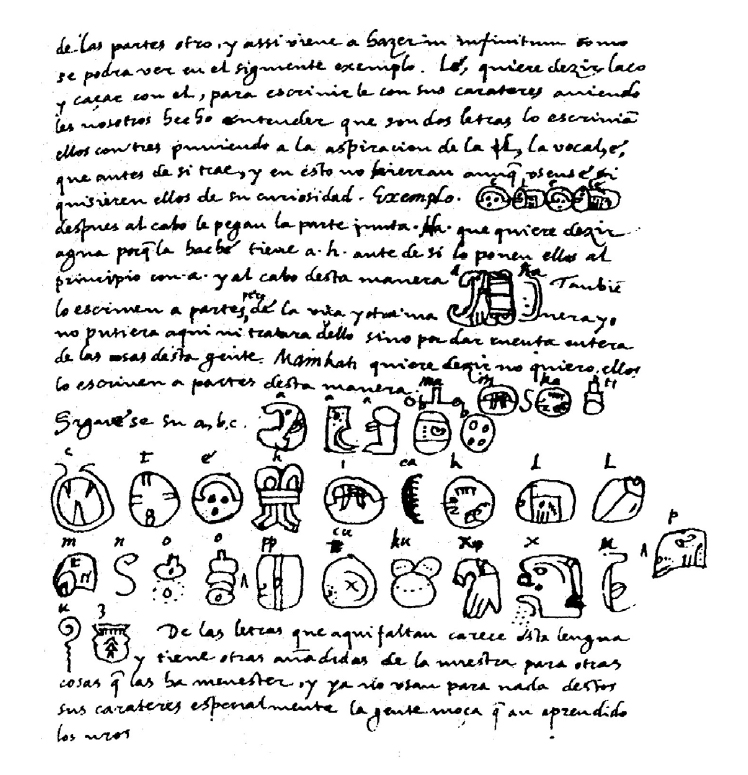
"Manoscritti di Diego de Landa", pubblicati da Brasseur de Bourbourg nel 1863

Nel 1864 Brasseur ritenne di essere riuscito a decifrare il cosiddetto Codice Troano (facente parte del codice Tro-Cortesiano o di Madrid), un manoscritto maya, applicando il metodo inventato nel Cinquecento da Diego de Landa, un monaco spagnolo che divenne vescovo dello Yucatán. De Landa tuttavia era partito dal presupposto errato che la lingua maya fosse scritta con un alfabeto fonetico (come la lingua spagnola e latina a lui note), mentre in realtà era basata su logogrammi. Ricavò dunque una tavola comparativa tra lettere dell'alfabeto latino e caratteri maya del tutto inaffidabile.
Tre secoli dopo Brasseur rinvenne nella biblioteca dell'Accademia Storica di Madrid una copia ridotta del monumentale trattato scritto da Landa, libro che nel frattempo era andato perduto, come del resto buona parte della conoscenza della scrittura maya. Brasseur si applicò subito alla traduzione di uno dei pochissimi codici maya superstiti, il Codice Troano, utilizzando l'"alfabeto maya" inventato da Landa, ottenendo un testo piuttosto incoerente che sembrava parlare di una terra che era sprofondata in seguito ad un cataclisma (si scoprì in seguito che il codice trattava in realtà di tutt'altro argomento, cioè di astrologia). Trovando infine un paio di simboli che gli erano sconosciuti, Brasseur li tradusse con quelli di Landa che più gli sembravano simili, ottenendo la parola "mu", che egli ritenne fosse il nome della misteriosa terra.
L'interpretazione di Brasseur venne successivamente ripresa, ampliata e resa popolare da James Churchward con il suo libro Mu, il continente perduto (Mu: The Lost Continent, 1926).